# Batalla del Silaro
La batalla del Silaro o batalla del Río Silaro se libró en el año 212 a. C. entre el ejército cartaginés de Aníbal y una fuerza romana dirigida por el pretor Marco Centenio Pénula. Los cartagineses salieron victoriosos, destruyendo la totalidad del ejército romano. Esta fue una de las pocas batallas en las que los efectivos de Aníbal eran superiores a los de su oponente.

## Situación estratégica
Aníbal había levantado el asedio de Capua después de combatir a dos ejércitos consulares romanos en la primera Batalla de Capua. Los cónsules romanos habían separado sus fuerzas, con Quinto Fulvio Flaco avanzando hacia Cumas mientras que Apio Claudio Pulcro marchaba hacia Lucania. El motivo por el que este último cónsul se dirigió a Lucania parece estar en la necesidad de relevar al ejército romano presente en esta provincia. Tras la emboscada que acabó con la vida del procónsul que lo mandaba, Tiberio Sempronio Graco, dicho ejército romano que operaba en Lucania compuesto principalmente por esclavos manumitidos, sufrió la deserción de buena parte de ellos. Además, sus fuerzas ligeras y caballería se habían separado de él para acudir a Beneventum e inmediatamente después auxiliar a los dos ejércitos consulares en la primera batalla de Capua. Esta pérdida de este ejército en Lucania unido a la rebelión iniciada ese año en este territorio, obligaron a que uno de los cónsules acudiese al área a cubrir el vacío existente. Posiblemente, este ejército consular de Apio Claudio permaneció allí hasta que pudo ser relevado por el nuevo ejército reclutado por el Senado, el cual quedó como guardián del territorio. Desde Campania, Aníbal decidió seguir a Claudio hasta Lucania. Claudio se alejó del área retornando a Campania, eludiendo de este modo a Aníbal. Un centurión, Marco Centenio Pénula, había hecho un llamamiento al Senado romano para luchar independientemente contra Aníbal, aduciendo que con su conocimiento de la zona podría superar a los cartagineses. Sorprendentemente, su apelación fue concedida gracias al respaldo de Publio Cornelio Sila, que ese año desempeñaba las preturas urbana y de extranjeros simultáneamente. Se le asignaron 8000 soldados (mitad romanos y mitad aliados), posiblemente del ejército de Graco, y se instaló en Lucania. A estas tropas se añadieron otros 8000 voluntarios reclutados de camino al área. 
Mientras, en Hispania, la situación permanecía estancada en la Bética tras el regreso de Asdrúbal Barca del norte de África tras combatir a Sífax. Ni Escipiones ni Bárcidas adquirían ninguna ventaja decisiva. Entretanto, en Sicilia el Sitio de Siracusa continuaba. Hannón el Viejo se mantenía activo en Brucio.

## La batalla
Aunque Centenio era un valiente soldado, su generalato dejaba mucho que desear. Según Tito Livio, no tenía idea acerca del paradero del ejército cartaginés. Los exploradores de Aníbal fueron capaces de localizar al ejército romano incluso antes de que los romanos acamparan. Marco Centenio y sus fuerzas cayeron en una emboscada tendida por las fuerzas de Aníbal cuando estaban completamente en ruta. La resistencia romana duró mientras Pénula permaneció vivo, pero una vez caído este, el pánico cundió entre las filas y fueron aniquilados al tener cubiertas todas las rutas de huida la caballería cartaginesa. 
Las bajas romanas ascendieron a 15 000 entre muertos y prisioneros, pudiendo escapar tan solo 1000 de los 16 000 que componían el contingente. Estos supervivientes fueron desterradas a Sicilia junto a las desgraciadas legiones derrotadas en Cannas.

## Consecuencias
Las consecuencias inmediatas de la batalla fueron la pérdida del ejército y el dominio casi completo por los púnicos de la mayor parte de Lucania. 
Tras la batalla, Aníbal decidió no regresar a Campania y en su lugar marchó hacia el este, a Apulia para enfrentar un ejército romano bajo mando del pretor Cneo Fulvio Flaco que operaba contra las ciudades aliadas de Cartago en esa zona. Tras lograr aniquilar también a este segundo ejército romano, el Senado ordenó una leva extraordinaria para reconstruir su potencial al tiempo que reorganizaba a los escasos y dispersos supervivientes de ambas derrotas así como de los esclavos manumitidos que habían desertado del ejército de Graco. Sin embargo, estas dos operaciones de Aníbal en Lucania y Apulia junto a un fallido intento en el Salentino contra Tarento y Brindisi, permitió a los ejércitos consulares junto a un tercer ejército del pretor en Campania aprovechar su ausencia para iniciar la construcción de un muro de cerco en torno a Capua. Por parte cartaginesa, Hannón el Viejo aguardaba en Brucio.
- Datos: Q1362014